# Hyposmocoma rubescens
Hyposmocoma rubescens (лат.) — вид роскошных молей эндемичного гавайского рода Hyposmocoma.

## Описание
Бабочки размахом крыльев 14-18 мм. Усики красновато-палевые, со слабыми рыжевато-коричневыми полосами. Первый членик сверху рыжевато-коричневый. Щупики бледно-рыжеватые. Голова и грудь бледно-рыжеватые. Передние крылья бледно-рыжеватые, с более тёмным коротким прикорневым пятном при основании. Задние крылья бледно-свинцово-серые, реснички по их краю коричневато-серые. Брюшко коричневато-охристое. Ноги бледно-охристое.

## Распространение
Встречается на острове Кауаи на высоте около 900—1200 м над уровнем моря.